# عذراء الجبل (مسلسل)
عذراء الجبل هو مسلسل تاريخي مشترك جزائري سوري إنتاج عام 2004. يروي قصة والمقاومة الجزائرية لالة فاطمة نسومر. كُتب نص المسلسل في ثلاث وعشرين حلقة من قبل رئيس اتحاد الكتاب الجزائريين عز الدين ميهوبي وقام بإنتاج المسلسل مؤسسة التلفزيون الجزائري وتكفلت بتنفيذ الإنتاج الشركة السورية «الاصايل» للإنتاج الفني وإخراج سامي الجنادي. أدت دور لالة فاطمة الفنانة السورية رنا الأبيض بمشاركة كل من الممثلين السوريين باسم ياخور وتيسير بادريس وروعة ياسين ومحمود سعيد. ومن الجانب الجزائري مثل في المسلسل محمد عجايمي وعبد النورشلوش بالإضافة إلى مشاركة 4 آلاف شخص بين فرسان وكومبارس وممثلين. وأغلب مشاهد المسلسل مشاهد خارجية صورت في محافظة اللاذقية بسوريا.

## البطولة
- باسم ياخور في دور بو علام.
- عبد النور شلوش في دور الحاج السعدي.
- زيناتي قدسية في دور المبروك.
- رشيد ملحس في دور يوسف.
- رنا أبيض في دور فاطمة نسومر.
- محمود خليلي في دور الأدهم.
- قمر خلف في دور نائلة.
- محمود سعيد في دور الداي حسين.
- تيسير إدريس في دور جوزيف.
- سامر المصري في دور الأمير عبد القادر.
- عبد الرحمن أبو القاسم في دور ابن العنابي.
- محمد عجايمي في دور عبدوس.
- زهير رمضان في دور راندون.
- نجاح سفكوني في دور الأمجد.
- صالح الحايك في دور الغزولي.
- جمال قبش في دور روفيغو.
- أحمد منصور.
- فائق عرقسوسي في دور يحيى آغا.
- هاني شاهين.
- عبد الحكيم قطيفان في دور دي بورمون

### ضيوف الشرف
- ثراء دبسي في دور أم روفيغو.
- علي كريم في دور منصور.
- حسن دكاك.
- رياض وردياني في دور والد الأمير عبد القادر.

### ضيوف الحلقات
- ميسون أبو أسعد.
- مهند ورد في دور مكماهون.
- هشام كفارنة في دور إبراهيم آغا.
- رامز عطا الله.
- يوسف المقبل في دور جودت.
- جمال نصار في دور ابن زعموم.
- رنا جمول.
- رغداء شعراني.
- علاء الزعبي.
- مالك محمد.